# Derobrochus typharum
Derobrochus typharum is een fossiele soort schietmot uit de familie Polycentropodidae.